# Amblyjoppa basalis
Amblyjoppa basalis är en stekelart som först beskrevs av Tohru Uchida 1925.  Amblyjoppa basalis ingår i släktet Amblyjoppa och familjen brokparasitsteklar. Inga underarter finns listade i Catalogue of Life.